# تشو تشي هيو
تشو تشي هيو مواليد 6 ديسمبر 1970 في إنتشون، هو لاعب كرة يد كوري جنوبي سابق أصبح مدرباً. شارك في دورة الألعاب الأولمبية الصيفية سنة 1992. حقق المركز الأول في دورة الألعاب الآسيوية 1994.

## الميداليات
| الميدالية | المسابقة                   |
| --------- | -------------------------- |
| ذهبية     | دورة الألعاب الآسيوية 1994 |

## روابط خارجية
- تشو تشي هيو على موقع الاتحاد الأوروبي لكرة اليد (الإنجليزية)
- تشو تشي هيو على موقع اللجنة الأولمبية الدولية (الإنجليزية)
- تشو تشي هيو على موقع أوليمبيديا (الإنجليزية)